# سرخس شويكي
سرخس شويكي (الاسم العلمي: Polypodium hispidulum) هو نوع نباتي يتبع جنس السرخس من فصيلة السرخسية.